# Murray Dowey
Murray Albert Dowey (Toronto, 3 januari 1926 – aldaar, 26 mei 2021) was een Canadees ijshockeydoelman. 
Dowey mocht aan de Olympische Winterspelen 1948 in Sankt Moritz deelnemen als vervanger van een geblesseerde speler. Dowey werkte als buschauffeur in Toronto en hoorde pas vier uur voor vertrek dat hij mocht deelnemen aan de spelen. Dowey speelde mee in alle acht de wedstrijden en won met zijn ploeggenoten de gouden medaille.